# Harry Reid
Pour les articles homonymes, voir Reid.
Harry Reid, né le 2 décembre 1939 à Searchlight (Nevada) et mort le 28 décembre 2021 à Henderson (Nevada), est un homme politique américain, membre du Parti démocrate et sénateur du Nevada au Congrès des États-Unis de 1987 à 2017.
De 2005 à 2007, il est le chef de l'opposition démocrate au Sénat des États-Unis avant de devenir le chef de la majorité démocrate à la suite du succès des démocrates aux sénatoriales de 2006, fonction qu'il occupe durant huit ans. En 2015, il redevient chef de l'opposition démocrate à la suite de la défaite de son parti aux élections de 2014.

## Biographie

### Famille, études et carrière professionnelle
Harry Reid est né le 2 décembre 1939 à Searchlight (Nevada), fils d'Inez Orena (née Jaynes) et Harry Vincent Reid. Il fréquenta la Basic High School d’Henderson au Nevada et Mike O'Callaghan, qui devint gouverneur de cet état, y fut son professeur d’histoire ainsi que son coach de boxe au Henderson Boys' Club. Ensuite Harry Reid étudia deux années au  Southern Utah State College (en) en 1959, puis obtint son diplôme de l’université d'État de l'Utah en 1961. À Washington, il travailla comme agent de police au sein de la Police du Capitole pendant ses études de droit à l'université George-Washington où il obtint son diplôme de droit en 1964. Il revint alors au Nevada pour exercer comme avocat avant de se lancer dans la politique. Reid et sa femme ont eu cinq enfants et seize petits-enfants. L’un d’entre eux, Rory Reid, est « Commissioner » du comté de Clark, dans le Nevada, et un autre s’est présenté aux élections à Cottonwood Heights (Utah) comme conseiller municipal.
Harry Reid est membre de l’Église de Jésus-Christ des saints des derniers jours (mormonisme). Reid et sa femme, née de parents juifs, se sont convertis au mormonisme quand celui-ci était étudiant. Dans une interview au journal Daily Universe de l’université Brigham Young, il a déclaré qu’il pensait « qu’il est beaucoup plus facile d’être bon membre de l’Église et démocrate qu’être bon membre de l’Église et républicain ».[réf. nécessaire] Il a ajouté que la raison pour laquelle il est démocrate est la priorité qu’ont ceux-ci  à aider les autres, à l’opposé du repli sur soi qu’il considère comme un dogme républicain. Il a fait un discours à BYU devant 4 000 étudiants le 9 octobre 2007, dans lequel il a affirmé que les valeurs du Parti démocrate reflètent les valeurs mormones. Plus tard, il déclare que certains dirigeants « très conservateurs » de l’Église, dont l’ancien président Ezra Taft Benson, ont mené certains mormons sur la « mauvaise voie. »

### Carrière politique

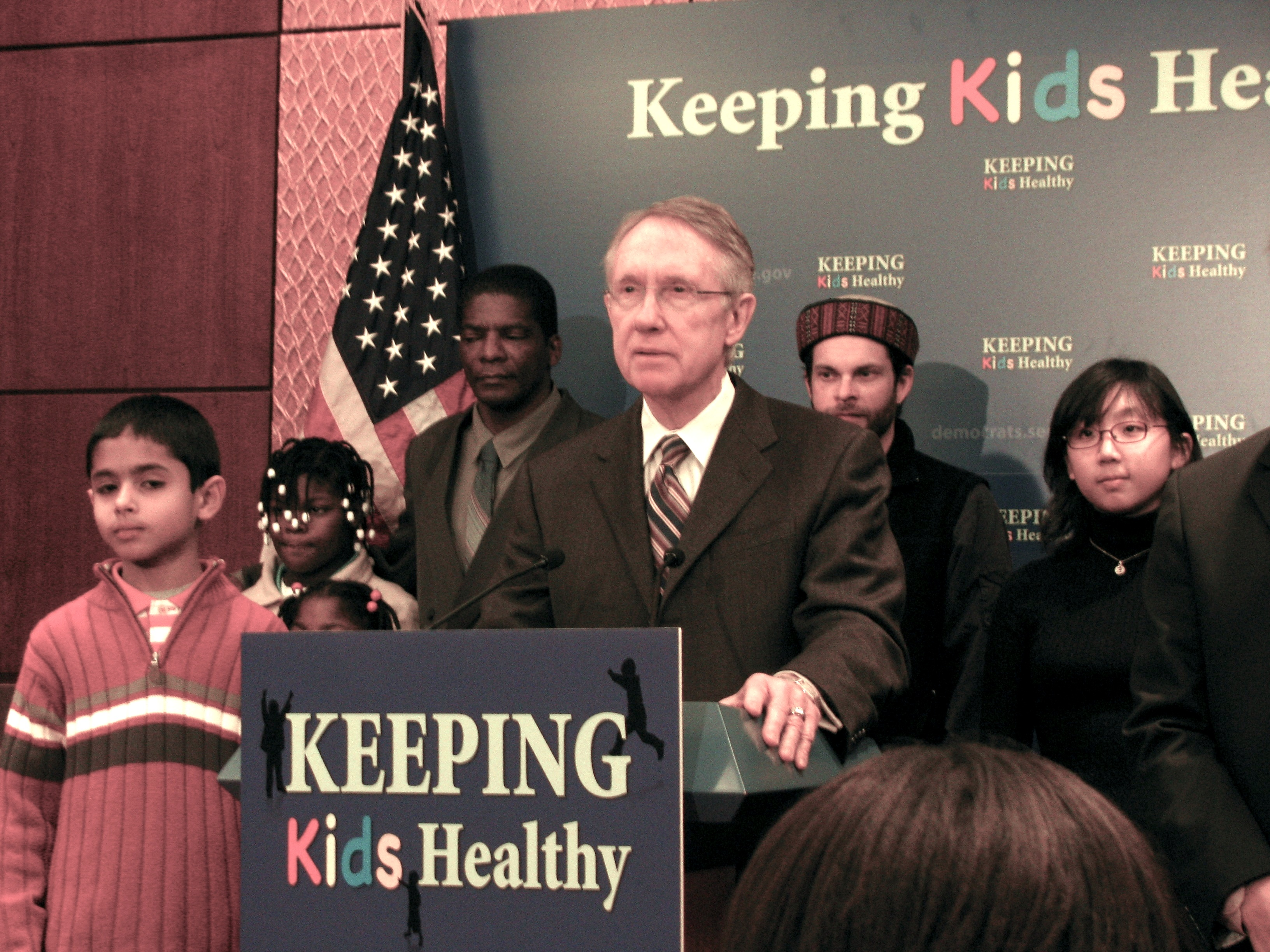
Harry Reid

De 1968 à 1970, Harry Reid est membre de l'assemblée législative du Nevada.
De 1970 à 1974, il est lieutenant-gouverneur de l'État.
De 1977 à 1981, Reid est le commissaire aux Jeux de l'État (en), un poste très exposé aux menaces en tous genres. Son épouse découvrira ainsi une bombe placée dans sa voiture. Une tentative de corruption fut tentée à son encontre par Jack Gordon (le futur mari de La Toya Jackson). Reid autorisa le FBI à enregistrer ses conversations avec Gordon pour le prendre en flagrant délit de corruption pour un montant de 12 000 dollars.
En 1982, Reid est élu à la Chambre des représentants des États-Unis dans la toute nouvelle circonscription de Las Vegas et de sa région. Il est réélu facilement en 1984.
Lors des élections sénatoriales de 1986, Reid est élu pour le Nevada au Sénat des États-Unis, reprenant le siège du sénateur républicain et ancien gouverneur, Paul Laxalt.
Il est réélu en 1992 et en 1998, mais battant difficilement le Républicain John Ensign (qui sera élu en 2000 à l'autre siège de sénateur fédéral pour l'État).
En 1999, Reid devient le vice-chef de la minorité démocrate au Sénat (whip) et le bras droit du chef de cette minorité, Tom Daschle.
En 2004, notamment soutenu à hauteur de 2 000 dollars par Mike Ensign, le père de John Ensign, Reid est une nouvelle fois réélu avec un score plus confortable de 61 % des voix contre 35 % au républicain Richard Ziser.
Le 16 novembre 2004, il est élu chef de la minorité démocrate au Sénat des États-Unis pour la 109e session à la suite de la défaite électorale de Tom Daschle.
Le 16 novembre 2006, Reid est élu chef de la majorité démocrate au Sénat des États-Unis pour le 110e congrès à la suite de la victoire des démocrates aux élections de mi-mandat (poste occupé effectivement à partir de janvier 2007).
Le 16 novembre 2008, Reid est réélu chef de la majorité démocrate au Sénat des États-Unis pour la 111e session à la suite de la nouvelle victoire des démocrates aux élections sénatoriales ayant eu lieu en même temps que l'élection présidentielle qui ont vu gagner le candidat démocrate Barack Obama.
Le 4 novembre 2010, Reid est réélu sénateur face à la Républicaine Sharron Angle (affiliée au Tea Party) avec un score de 50 % des voix contre 45 % à son adversaire. Son manque de popularité alors couplée avec la vague conservatrice des midterms font que cette réelection est indécise.
Le 16 novembre 2010, Reid est réélu chef de la majorité démocrate au Sénat des États-Unis pour la 112e session.
À la suite de la défaite de son parti aux élections sénatoriales de 2014, il devient chef de l'opposition démocrate au Sénat le 3 janvier 2015 pour le 114e congrès.
Il figure à la liste des personnalités interdites de séjour en Russie dans le cadre de la crise ukrainienne, depuis le 20 mars 2014.
En 2015, il annonce ne pas être candidat à sa succession lors des élections sénatoriales de novembre 2016. Reid soutient alors en novembre 2016 le sénateur Chuck Schumer de New York pour lui succéder comme leader de la minorité démocrate. L'ancienne Procureur général du Nevada, la Démocrate Catherine Cortez Masto lui succède comme sénatrice.
Le 1er janvier 2017, deux jours avant le terme de son dernier mandat, Reid devient devant John P. Jones, le sénateur du Nevada ayant siégé le plus longtemps.
Trois ans après le diagnostic, il meurt d'un cancer du pancréas le 29 décembre 2021. Quelques jours avant sa mort, il est décidé que l'aéroport international de Las Vegas porte son nom.

## Positions politiques
Il est perçu comme un fervent opposant à l'avortement, une position controversée au sein de son parti.
Il s'est opposé au Patriot Act, aux réductions d'impôts pour les hauts revenus proposés par le président George W. Bush, au contrôle du commerce des armes à feu mais a également voté en faveur de la guerre en Irak et pour un amendement sacralisant le drapeau américain.
Des cinq sénateurs mormons élus au Sénat des États-Unis lors du 109e congrès, Reid est le seul qui soit démocrate.
Reid est aussi connu pour son franc-parler. En mai 2005, il traite le président George W. Bush de « perdant » (« loser ») par comparaison avec son père, George H. W. Bush. Il s'excuse ultérieurement.
Il déclare que Clarence Thomas est un juge « embarrassant » pour la Cour suprême. Il est sévère sur Alan Greenspan, le président de la réserve fédérale. Durant sa dernière année au Sénat et lors de sa retraite, il qualifie Donald Trump d'escroc, de prédateur sexuel ayant perdu le vote populaire et de pire président de l'histoire du pays, qui lui fait souhaiter quotidiennement le retour de W. Bush.

## Historique électoral

### Chambre des représentants
| Année | Harry Reid | Républicain | Libertarien |
| ----- | ---------- | ----------- | ----------- |
| Année |            |             |             |
| 1982  | 57,54 %    | 42,46 %     | —           |
| 1984  | 56,12 %    | 42,44 %     | 1,44 %      |

### Sénat
| Année | Harry Reid | Républicain | Libertarien | NLP   | IAP   | APP   | Tea Party | Indépendants |
| ----- | ---------- | ----------- | ----------- | ----- | ----- | ----- | --------- | ------------ |
| Année |            |             |             |       |       |       |           |              |
| 1986  | 50,0 %     | 44,5 %      | 1,9 %       | —     | —     | —     | —         | —            |
| 1992  | 51,0 %     | 40,2 %      | 1,5 %       | 1,5 % | 2,3 % | 0,9 % | —         | —            |
| 1998  | 47,9 %     | 47,8 %      | 1,9 %       | 0,6 % | —     | —     | —         | —            |
| 2004  | 61,1 %     | 35,1 %      | 1,2 %       | 0,3 % | 0,7 % | —     | —         | —            |
| 2010  | 50,3 %     | 44,5 %      | —           | —     | 0,4 % | —     | 0,8 %     | 1,6 %        |